# Allomycobates lichenis
Allomycobates lichenis är en kvalsterart som beskrevs av Aoki 1976. Allomycobates lichenis ingår i släktet Allomycobates och familjen Punctoribatidae. Inga underarter finns listade i Catalogue of Life.